# Apogonia benguetana
Apogonia benguetana är en skalbaggsart som beskrevs av Moser 1924. Apogonia benguetana ingår i släktet Apogonia och familjen Melolonthidae. Inga underarter finns listade i Catalogue of Life.